# تپه دربند (۱)
تپه دربند (۱) مربوط به سده‌های میانه دوران‌های تاریخی پس از اسلام است و در شهرستان جاجرم، بخش جلگه سنخواست، دهستان دربند، ۱/۵ کیلومتری شمال روستای دربند واقع شده و این اثر در تاریخ ۷ اسفند ۱۳۸۶ با شمارهٔ ثبت ۲۱۳۰۴ به‌عنوان یکی از آثار ملی ایران به ثبت رسیده است.